# Blødgører
Blødgørere, blødgøringsmidler eller dispergeringsmidler er tilsætningsstoffer, der øger plasticiteten eller formindsker viskositeten af et materiale. Blødgørere benyttes især til at ændre plast og cements fysiske egenskaber, men egenskaberne ved andre materialer kan også modificeres, når de blandes med blødgørere. For plast er det organiske kemikalier, enten væsker med lav flygtighed eller faste stoffer, der mindsker tiltrækningen mellem plastens polymerkæder for derved at gøre plasten mere fleksibel over et større temperaturinterval.
Mange blødgørere er skadelige for helbredet og miljøet som hormonforstyrrende stoffer. Især er phthalater, der tegner sig for 70% af alle blødgørere, kendt og forbudt i mange applikationer.

## Anvendelse
Mere end 30.000 forskellige stoffer blevet vurderet for deres blødgøringsegenskaber. Af disse er kun et lille antal - cirka 50 - i dag i kommerciel brug. De dominerende anvendelser er plast, især polyvinylchlorid, PVC. I henhold til data fra 2014 var det samlede globale marked for blødgørere 8,4 millioner ton inklusive 1,3 millioner ton i Europa.
87% af blødgørere, der blev brugt i 2012, blev brugt i plastprodukter (mest i film og kabler) efterfulgt af gummiprodukter, maling og lakker.  Desuden anvendes de også i klæbemidler og til belægninger.
Blødgøringsmidler er blandt de bedst sælgende kemikalier og inkluderer for eksempel carboxylsyrer med lav flygtighed, fedtholdige olier, bløde harpikser og kamfe.

## Forurening
Blødgørerne er et problem i lyset af den voksende plastforurening og udbredte anvendelse af plast i tæt kontakt med fødemidler, i legetøj, brugsgenstande og tøj. En tysk undersøgelse i 2019 godtgør at næsten alle børn er forurenet med blødgørere, deraf to med fastsatte grænseværdier, der er fundet overskredet, hvilket er bekymrende bl.a. på grund af blødgørernes karakter som hormonforstyrrende stoffer